# Le Monde incroyable de Gumball
Pour les articles homonymes, voir Gumball.
Le Monde incroyable de Gumball (The Amazing World of Gumball) est une série télévisée d'animation américano-britannique créée par Ben Bocquelet. Produit par Cartoon Network Studios Europe, elle est diffusée entre le 2 mai 2011 et le 24 juin 2019 sur Cartoon Network UK puis sur Cartoon Network (États-Unis).
La série raconte la vie de Gumball Watterson, un chat bleu anthropomorphe, âgé de 12 ans, et de Darwin, son poisson rouge acheté par ses parents qui deviendra son meilleur ami. Ils sont élèves dans la ville fictive d'Elmore. Ils se retrouvent souvent dans différentes situations surréalistes. Cette série se distingue par son mélange d'animation 2D et 3D pour les personnages et par l'utilisation de décors réalistes. Le programme vise principalement les adultes et les adolescents néanmoins il peut être visionné à partir de 7 ans.
En France, la série est diffusée en avant-première le 12 juin 2011 sur Cartoon Network puis la continuité de la série a été diffusée depuis le 3 septembre 2011. La série est ensuite depuis rediffusée sur Gulli du 24 décembre 2016. Au Québec, la série est diffusée à partir du 8 septembre 2012 sur Télétoon également jusqu'à une date indéterminée.
En 2022, un film est annoncé en cours de production,. Le 23 juin 2023, il a été dit lors du Festival international du film d'animation d'Annecy qu'une septième saison de la série était en préparation. En mai 2025, le retour de la série est acté pour une diffusion dans le courant de l'année sous le titre Le Monde merveilleusement bizarre de Gumball (The Wonderfully Weird World of Gumball), sur Hulu et Disney+ aux États-Unis mais toujours sur Cartoon Network en France.

## Synopsis
La série suit le quotidien de Gumball Watterson, un chat anthropomorphe bleu âgé de 12 ans et de nature optimiste, ainsi que Darwin, un poisson rouge domestique, devenu son frère adoptif après que des poumons et des jambes lui ont poussé. Ensemble, ainsi que le reste de leur famille, leur père Richard, un gros lapin rose maître de la fainéantise, leur mère Nicole, une chatte bleue dévouée et colérique débordée par le travail et leur petite sœur Anaïs, une lapine rose surdouée, ils vivent d'incroyables aventures les entraînant, souvent malgré eux, dans des situations surréalistes.

## Fiche technique
Sauf indication contraire, les informations mentionnées dans cette section peuvent être confirmées par la base de données cinématographiques IMDb,  présente dans la section « Liens externes ».
- Titre original : The Amazing World of Gumball
- Titre français : Le monde incroyable de Gumball
- Création : Ben Bocquelet
- Réalisation : Mic Graves
- Production : Joanna Beresford (S1), Ellen Collins (S4), Sarah Fell, Ben Bocquelet, Mic Graves (S6), Daniel Lennard (S1–3), Michael Carrington (S1–2), Patricia Hidalgo (S4–6)
- Musique : Ben Locket, Neil Myers (S6), Xav Clarke
- Société de production : Cartoon Network, Studio Soi (depuis la saison 2), Boulder Media
- Société de distribution : Warner Bros. Television Distribution
- Pays d'origine :  États-Unis  Royaume-Uni
- Langue originale : Anglais
- Durée : 11 minutes
- Format :  16/9, stéréo, HD
- Genre : animation, aventure, fantastique, comédie, sitcom, humour noir
- Date de première diffusion :
  -  Royaume-Uni : 2 mai 2011
  -  États-Unis : 3 mai 2011
  -  France :  12 juin 2011 (avant-première, bloc CN VIP), 23 juin 2011 (diffusion officielle)

## Production

### Origines et succès
En 2007, Cartoon Network fonde un nouveau studio à Londres, au Royaume-Uni, dans le but de créer de nouvelles séries pour la chaîne. Plusieurs projets sont mis en chantier, de nombreux pilotes sont produits et animés. Parmi tous ces projets, c'est Le Monde incroyable de Gumball qui est finalement retenu. Benjamin Bocquelet, l'auteur de la série, souhaitait créer un dessin animé qui rassemblerait des personnages abandonnés qu'il avait créés pour la publicité,. À l'origine, la série devait se focaliser sur une école de redressement pour des personnages de cartoon, mais cette idée est abandonnée car elle était considérée comme trop dépressive pour une série destinée à un jeune public. Finalement, la série est remodelée en une sitcom familiale traditionnelle et est définitivement acceptée par la production.
Aux États-Unis, la quatrième saison de la série est diffusée le 1er décembre 2014 sur Boomerang et sur Cartoon Network. La série y est d'ailleurs classée TV-Y7-FV (PG au Royaume-Uni, soit interdit moins de 10 ans en France) pour violence à caractère comique, contenu modérément adulte (parfois allusion au sexe), humour obscène (parfois noire), menaces et mises en danger d'autrui entre personnages. Cette série se distingue par son mélange atypique d'animation 2D et 3D pour les personnages et par l'utilisation de photos et vidéos réel pour les décors. En tant que coproduction, elle est diffusée la première fois sur la chaîne britannique de Cartoon Network, un jour avant sa diffusion américaine.
Le 7 septembre 2016, Ben Bocquelet annonce qu'il quittera l'équipe à la fin de la sixième saison, mais qu'il est possible que la production continue sans lui. La série est arrêtée le 24 juin 2019 aux États-Unis (le 12 septembre 2019 au Royaume-Uni).

### Possibilité de films et suites
Dans une interview avec le journal The Times, le créateur de la série, Ben Bocquelet, a évoqué les plans d'un long métrage basé sur la série. Cependant, après que Bocquelet a annoncé son départ de la série après la sixième saison, il a déclaré qu'il doutait qu'un film puisse être tourné.
En mars 2018, l'intérêt de Bocquelet pour un film de Gumball a apparemment été revitalisé lorsqu'il a déclaré qu'il « pourrait avoir une bonne idée » pour un film. Il a ensuite ajouté qu'il avait deux idées, une pour un éventuel film de cinéma et une pour un éventuel film en prise de vues réelles. Le 29 septembre 2018, lors d'une séance de questions-réponses avec le directeur de la série, Mic Graves, lors de la projection du 25e anniversaire de Cartoon Network UK, il a confirmé qu'un scénario pour le film Le Monde incroyable de Gumball était en préparation. Il a également déclaré qu'il espérait que le film se produirait. Bocquelet a retweeté un tweet qui indique que le script d'un film basé sur Le Monde incroyable de Gumball est en cours d'écriture, mais on ignore pour le moment si le film sera réellement tourné. Après l'épisode final de la saison six L'Inquisition, qui a rencontré les critiques mitigées des fans de la série, a été publiée sur l'application Cartoon Network le 31 mai, Bocquelet a déclaré que ce n'était pas son concept de conclure la saison sur un cliffhanger, ajoutant que le problème serait résolu si un film basé sur la série était produit.
En février 2021, Cartoon Network confirme sur les réseaux sociaux le développement d'un film. Le 21 septembre 2021, Cartoon Network et HBO Max apportent de nouvelles informations sur le film. Le créateur de la série Ben Bocquelet a été confirmé dans la réalisation et production du métrage. Une partie des producteurs exécutifs historiques de la série produiront également ce film. Une partie du scénario a également été révélée. Une nouvelle série qui servirait de reboot a également été annoncée. Le film a ainsi pour le but de relier l'ancienne série à la nouvelle. Le film et la nouvelle série vont être les tout premiers projets approuvés à être produits par la branche européenne du studio connue sous le nom de Hanna-Barbera Studios Europe (anciennement Cartoon Network Studios Europe et Cartoon Network Development Studio Europe jusqu'en avril 2021). Le studio SOI qui a coproduit la série originale coproduira également ces suites,.
En 2022, un film est annoncé en cours de production,. Originellement prévu pour une diffusion sur Cartoon Network et sur la plateforme HBO Max, celui-ci sera finalement distribué sur des plateformes de streaming concurrentes .
Le 19 mai 2025, un teaser est publié sur YouTube concernant une suite de la série ayant comme nom "Le Monde Merveilleusement Bizarre de Gumball". On y voit Gumball et Darwin se réveiller dans leur monde recouvert de poussière. Darwin annonce qu’ils sont en retard de 7 ans, avant que Gumball n'éternue, remettant le monde à la normale. Les deux se mettent d’accord sur le fait que cinq minutes de retard après autant de temps ne change pas grand chose puis se rendorment.

## Épisodes
La première saison du Monde incroyable de Gumball est diffusée en avant-première aux États-Unis le 3 mai 2011 avec l'épisode Le DVD et s'est achevée le 13 mars 2012 avec l'épisode La Bagarre. Une seconde saison de 40 épisodes est annoncée le 11 mars 2011, avant la diffusion du premier épisode de la première saison. Par la suite, une troisième saison, toujours de 40 épisodes, est annoncée en octobre 2012.
La première saison du Monde incroyable de Gumball est diffusée en avant-première en France dans le bloc de programmation Cartoon Network VIP sur Cartoon Network le 12 juin 2011 avec l'épisode pilote Le DVD. La série a été diffusée définitivement le 3 septembre 2011 avec Le Troisième. La série est aussi diffusée sur France 3 depuis le 5 septembre 2012, et sur Gulli depuis le 24 décembre 2016.

### Crossovers
Le 17 septembre 2015, le créateur de la série Ben Bocquelet a annoncé sur sa page Twitter qu'un épisode avec un crossover avec un titre inconnu serait diffusé dans le cadre de la cinquième saison.
Cela s'est avéré être l'épisode L'Ennui, où des personnages des séries Clarence, Regular Show et Oncle Grandpa font des apparitions en caméo dans l'épisode.
| Saison | Saison | Épisodes | Diffusion originale | Diffusion originale | Diffusion française | Diffusion française |
| Saison | Saison | Épisodes | Première diffusion  | Dernière diffusion  | Première diffusion  | Dernière diffusion  |
| ------ | ------ | -------- | ------------------- | ------------------- | ------------------- | ------------------- |
|        | Pilote | Pilote   | 8 mai 2008          | 8 mai 2008          | 19 mars 2008        | 19 mars 2008        |
|        | 1      | 36       | 3 mai 2011          | 13 mars 2012        | 12 juin 2011        | 5 octobre 2012      |
|        | 2      | 40       | 7 août 2012         | 3 décembre 2013     | 14 novembre 2012    | 12 juin 2013        |
|        | 3      | 40       | 5 juin 2014         | 6 août 2015         | 6 septembre 2014    | 25 mai 2015         |
|        | 4      | 40       | 7 juillet 2015      | 5 septembre 2016    | 9 novembre 2015     | 7 septembre 2016    |
|        | 5      | 40       | 1er septembre 2016  | 10 novembre 2017    | 14 janvier 2017     | 30 novembre 2017    |
|        | 6      | 44       | 5 janvier 2018      | 24 juin 2019        | 30 avril 2018       | 20 octobre 2019     |
|        | 7      | inconnu  | 28 juillet 2025     | 2026                | 28 juillet 2025     |                     |

### En attendant Gumball
En attendant Gumball est une série de mini-épisodes basée sur l'épisode Les marionnettes, un épisode du Monde Incroyable de Gumball. Aux États-Unis, elle est diffusée du 3 mai 2011 au 20 octobre 2019. En France, elle est diffusée du 5 janvier 2018 au 20 octobre 2019.

### L'Album de l'année de Darwin
L'Album de l'année de Darwin est une série de 6 épisodes spéciaux. Dans cette série, Darwin tente de terminer l'album du collège d'Elmore en examinant qui, selon lui, devrait occuper la meilleure place. Aux États-Unis, elle est diffusée du 14 décembre 2019 au 7 décembre 2019, et en France, du 28 décembre 2019 au 9 décembre 2019.

### Les Chroniques de Gumball
Les Chroniques de Gumball (The Gumball Chronicles) est une mini-série de 8 épisodes spéciaux. Bien qu'il s'agit principalement d'épisodes regroupant des scènes d'anciens épisodes, de nouvelles scènes ont été ajoutées. Dans cette mini-série, on trouve un épisode spécial découpé en quatre parties nommé Votez Gumball dont le thème s'inspire de l'élection présidentielle américaine de 2020.
Chaque épisode a été écrit et réalisé par Richard Overall. Cette série introduit également Duke Cutler dans le rôle de Gumball Watterson remplaçant ainsi Nicolas Cantu, voix originale de Gumball dans les deux dernières saisons. La série a été diffusée en France en février 2021.
Aux États-Unis, elle est diffusée du 5 octobre 2020 au 1er mars 2021, et en France, du 20 juin 2021 au 10 mars 2021.

## Distribution
| Personnages notables                                         | Voix originales | Voix françaises (doublage effectué en Belgique) |
| ------------------------------------------------------------ | --- | --- |
| Gumball Watterson                                            | Logan Grove (saisons 1-3 épisode 1), Jacob Hopkins (saisons 3-5 épisodes Les Imitateurs),, Nicolas Cantu (saisons 5-6), Duke Cutler (depuis The Gumball Chronicles)                                    | Arthur Dubois (1e voix, saisons 1-4), Sophie Pyronnet (2e voix, depuis la saison 5)                                                                      |
| Darwin Watterson                                             | Kwesi Boakye (saison 1-3 épisode 1), Terrell Ransom Jr. (saison 3-5 épisode Les Imitateurs), Donielle T. Hansley Jr. (saisons 5-6 épisode 10), Christian J. Simon (depuis l’épisode 10 de la saison 6) | Sacha Capelluto (1e voix, saison 1), Tim Belasri (2e voix, saisons 2-5 épisode 29), Marie-Line Landerwijn (3e voix, depuis l’épisode 30 de la saison 5)  |
| Nicole Watterson                                             | Teresa Gallagher | Prunelle Rulens (créditée sous le nom de Prunelle Rosier)                                                                                                |
| Richard Watterson                                            | Dan Russell | Tony Beck |
| Anaïs Watterson                                              | Kyla Rae Kowalewski | Alayin Dubois, Martin Spinhayer (épisode La Moustache)                                                                                                   |
| Joanna Watterson (Mamie Jojo)                                | Sandra Searles Dickinson | Carine Seront |
| Frankie Watterson                                            | Rich Fulcher | Claudio Dos Santos |
| Louie Watterson                                              | Dan Russell (épisode Le géant), Shane Rimmer | Robert Guilmard |
| Mary Senicourt (mère de Nicole)                              | Liza Ross | Cécile Florin (épisode Les choix), Carine Seront (épisode Les parents)                                                                                   |
| Daniel Senicourt (père de Nicole)                            | Clive Russell | |
| Rob                                                          | Charles Philipp, David Warner (épisodes L'ennemi-Le désastre), Garrick Hagon (en tant qu'inspecteur Malin)                                                                                             | Alessandro Bevilacqua (saison 2), Alexis Flamant (saison 3 puis depuis Le bus), Maxime Donnay, Patrick Brüll (en tant qu'inspecteur Malin)               |
| Penny Fitzgerald                                             | Teresa Gallagher, Maisy Luk (cantonnais dans Le désastre) | Céline Laenen (saison 1), Laëtitia Liénart (depuis la saison 2), Marie-Line Landerwijn (épisode La compilation), Maisy Luk (cantonnais dans Le désastre) |
| Patrick Fitzgerald                                           | Dan Russell | Patrick Descamps |
| Internet                                                     | Hugo-Harold Harrison | Peppino Capotondi (épisode La Technologie) |
| Sarah G. Lato                                                | Jessica McDonald | Cécile Florin (depuis la saison 2) Laëtitia Lienart (milieu de la saison 6)                                                                              |
| Carrie Krueger                                               | Jessica McDonald | Marie-Line Landerwijn |
| Idaho                                                        | Kerry Shale (saison 1), Hugo-Harold Harrison (depuis la saison 2, épisode Le Coach) | Marie-Line Landerwijn (première voix), Romain Barbieux (deuxième voix), Alessandro Bevilacqua (depuis la saison 5)                                       |
| Alan Keane                                                   | Kerry Shale (saison 1), Hugo-Harold Harrison (depuis la saison 2) | Marie-Line Landerwijn , Robert Guilmard (voix grave dans l'épisode La vision)                                                                            |
| Carmen                                                       | Teresa Gallagher (saison 1) Alix Wilton Regan (depuis la saison 2) | Marie-Line Landerwijn |
| Clayton                                                      | Rupert Degas (saison 1 épisode 17), Kwesi Boakye (saison 1 épisode 6), Max Cazier (depuis la saison 2)                                                                                                 | Maxime Donnay |
| Joe la Banane                                                | Mic Graves | Alessandro Bevilacqua |
| Tina Rex                                                     | Dan Russell (saison 1), Stefan Ashton Frank (depuis la saison 2) | Peppino Capotondi |
| Teri                                                         | Teresa Gallagher | Marie-Line Landerwijn |
| Tobias Wilson                                                | Rupert Degas (saison 1), Hugo Harold-Harrison (depuis la saison 2) | Alessandro Bevilacqua |
| Bobert                                                       | Steve Furst (chant), Kerry Shale (voix) | Alessandro Bevilacqua |
| Masami Yoshida                                               | Jessica McDonald | Jennifer Baré, Béatrice Wegnez (depuis la saison 2), Laetitia Lienart (épisode Le drame)                                                                 |
| Molly Collins                                                | Jessica McDonald | Béatrice Wegnez |
| Principal Brown                                              | Lewis MacLeod (saison 1), Steve Furst (depuis la saison 2), Ben Champion (épisode Les chansons) | Nicolas Dubois (saisons 1-2), Robert Guilmard (depuis la saison 3)                                                                                       |
| Mademoiselle Lucy Simian                                     | Lewis MacLeod (saison 1), Hugo Harold-Harrison (depuis la saison 2) | Peppino Capotondi |
| Dr Steve Guy Small (souvent appelé : Monsieur Small)         | Lewis MacLeod (saison 1), Adam Long (depuis la saison 2) | Grégory Praet |
| Lune d'Amour Corneille (souvent appelé : Monsieur Corneille) | Simon Lipkin | Alessandro Bevilacqua |
| Leslie                                                       | Kerry Shale | Alessandro Bevilacqua |
| Larry Needlemeyer                                            | Kerry Shale | Romain Barbieux (saisons 1-4 épisode Le nid), Alexandre Crépet (depuis la saison 4 épisode La nuit)                                                      |
| Kip Schlezinger (présentateur des journaux télévisés),       | Richard Overall (apparence humaine et originale), Dan Russell (voix saison 3), Alex Jordan (voix depuis la saison 4)                                                                                   | Alexis Flamant |
| Mike (journaliste envoyé sur le terrain)                     | Kerry Shale | Claudios Dos Santos |
| Voix additionnelles                                          | | Jean-Michel Vovk, Peppino Capotondi, Karim Barras |

- Version française
  - Studio de doublage : VSI Paris - Chinkel (Belgique)
  - Direction artistique : Marie-Line Landerwijn (saisons 1 à 4), France Wagner (à partir de la saison 5)
  - Adaptation : Julie Berlin-Sémon et Julie Leroy

## Accueil

### Critiques et rédactions
Le Monde incroyable de Gumball  est positivement accueilli par l'ensemble des critiques et rédactions, dont la majorité met en avant l'animation et l'humour de la série. Brian Lowry du magazine Variety exprime une opinion favorable à la série notant qu'il s'agit d'« un véritable chaos domestique ». Ken Tucker de Entertainment Weekly exprime également une opinion favorable : « il existe peu d'exemples de programmes pour enfants aussi imaginatifs que visuellement et narrativement osés, comme Le Monde incroyable de Gumball. » À l'avant-première de la série, cette dernière a été regardée par 2,120 millions de téléspectateurs américains.

### Distinctions
| Année | Récompense                                          | Catégorie                                               | Nomination                                           | Résultat   | Réf.   |
| ----- | --------------------------------------------------- | ------------------------------------------------------- | ---------------------------------------------------- | ---------- | ------ |
| 2011  | Festival international du film d'animation d'Annecy | Meilleure production télévisée                          | Pour l'épisode La Quête                              | Lauréat    | [ 32 ] |
| 2011  | British Academy Children's Awards                   | Animation                                               | Le Monde incroyable de Gumball                       | Lauréat    | [ 33 ] |
| 2011  | British Academy Children's Awards                   | Scénaristes                                             | Jon Foster et James Lamont                           | Lauréat    | [ 33 ] |
| 2011  | Royal Television Society Awards                     | Programme pour enfants                                  | Pour l'épisode La Quête                              | Nomination | [ 34 ] |
| 2012  | Annie Awards                                        | Meilleure série d'animation pour enfants                | Le Monde incroyable de Gumball                       | Lauréat    | [ 35 ] |
| 2012  | Annie Awards                                        | Réalisation d'une production télévisée                  | Ben Bocquelet et Mic Graves                          | Nomination | [ 35 ] |
| 2012  | Annie Awards                                        | Musique d'une production télévisée                      | Ben Locket                                           | Nomination | [ 35 ] |
| 2012  | Annie Awards                                        | Doublage dans une production télévisée                  | Logan Grove                                          | Nomination | [ 35 ] |
| 2012  | ASTRA Awards                                        | Meilleure audience d'une série d'animation pour enfants | Le Monde incroyable de Gumball                       | Lauréat    | [ 36 ] |
| 2012  | British Academy Children's Awards                   | Animation                                               | Le Monde incroyable de Gumball                       | Lauréat    | [ 37 ] |
| 2012  | British Academy Children's Awards                   | BAFTA Kids' Vote – Télévision                           | Le Monde incroyable de Gumball                       | Lauréat    | [ 37 ] |
| 2012  | British Academy Children's Awards                   | Scénaristes                                             | Ben Bocquelet, Jon Foster et James Lamont            | Lauréat    | [ 37 ] |
| 2012  | Broadcast Awards                                    | Programme pour enfants                                  | Le Monde incroyable de Gumball                       | Nomination | [ 38 ] |
| 2012  | International Emmy Kids Awards                      | Enfants – Animation                                     | Le Monde incroyable de Gumball                       | Lauréat    | [ 39 ] |
| 2012  | Irish Film & Television Awards                      | Programme jeunesse/pour enfants                         | Le Monde incroyable de Gumball                       | Nomination | [ 40 ] |
| 2013  | Annie Awards                                        | Meilleure série d'animation pour enfants                | Pour l'épisode Le Travail                            | Nomination | [ 41 ] |
| 2013  | Annie Awards                                        | Réalisation d'une production télévisée                  | Mic Graves pour l'épisode Le Travail                 | Nomination | [ 41 ] |
| 2013  | British Academy Children's Awards                   | Animation                                               | Le Monde incroyable de Gumball                       | Nomination | [ 42 ] |
| 2013  | British Academy Children's Awards                   | BAFTA Kids' Vote – Télévision                           | Le Monde incroyable de Gumball                       | Nomination | [ 42 ] |
| 2013  | British Academy Children's Awards                   | Scénaristes                                             | Équipe de scénaristes du Monde incroyable de Gumball | Lauréat    | [ 42 ] |
| 2014  | British Academy Children's Awards                   | Animation                                               | Le Monde incroyable de Gumball                       | Nomination | [ 43 ] |
| 2014  | British Academy Children's Awards                   | BAFTA Kids' Vote – Télévision                           | Le Monde incroyable de Gumball                       | Nomination | [ 43 ] |
| 2014  | British Academy Children's Awards                   | Court métrage                                           | Pour la chanson The Elmore Song                      | Nomination | [ 43 ] |
| 2014  | British Academy Children's Awards                   | Scénaristes                                             | Équipe de scénaristes du Monde incroyable de Gumball | Nomination | [ 43 ] |
| 2015  | British Academy Children's Awards                   | Animation                                               | Ben Bocquelet, Mic Graves, Sarah Fell                | Lauréat    | [ 44 ] |
| 2016  | British Animation Awards                            | Meilleure série pour enfants                            | Pour l'épisode La Coquille                           | Lauréat    | [ 45 ] |
| 2016  | British Animation Awards                            | Choix des enfants                                       | Pour l'épisode La Coquille                           | Lauréat    | [ 45 ] |
| 2016  | Nickelodeon Kids' Choice Awards                     | Dessin animé préféré                                    | Le Monde incroyable de Gumball                       | Nomination | [ 46 ] |
| 2016  | British Academy Children's Awards                   | Animation                                               | Ben Bocquelet, Mic Graves, Sarah Fell                | Lauréat    | [ 47 ] |
| 2016  | British Academy Children's Awards                   | Scénaristes                                             | Équipe de scénaristes du Monde incroyable de Gumball | Lauréat    | [ 47 ] |

## Produits dérivés

### Jeux mobiles
La série compte quelques jeux mobiles disponibles sur iOS et Android : dont La Super Battle Gluante ((6 septembre 2017), Gumball Racing (10 juillet 2017, et Une revanche dévastatrice (25 octobre 2018).

## Dans la culture populaire
Gumball fait une apparition dans l'épisode Pizza Eve d'Oncle Grandpa, avec d'autres personnages de séries animées Cartoon Network en cours et terminés[réf. souhaitée]. Gumball fait également une apparition sur la série OK K.O.! de Cartoon Network, dans l'épisode Le rendez-vous des héros (Crossover Nexus) ainsi que d'autres personnages anciens et modernes des séries de Cartoon Network.
Gumball apparaît corrompu dans Learning with Pibby tandis que Darwin apparaît en tant que survivant, accompagnés de nombreux personnages Cartoon Network et Warner Bros. Dans le film Tic et Tac, les rangers du risque, parmi les Toons pirates, Gumball apparaît violet, sortant d'un container.